# Панчулидзев, Александр Алексеевич
Алекса́ндр Алексе́евич Панчули́дзев (1790—1867) — пензенский губернатор в 1831—1859 годах. Тайный советник.

## Биография
Родился в 1790 году в Саратове в семье будущего саратовского губернатора А. Д. Панчулидзева. Получил домашнее образование.
В службе со 2 марта 1809 года, служил в лейб-гвардии Гусарском полку, в мае 1810 года в чине поручика вышел в отставку по болезни. С февраля 1812 году в чине поручика служил в Черниговском драгунском (с декабря — конно-егерском) полку. Участник кампаний 1812 и 1813—1814 годов, участник сражений при Бауцене, Рейхенбахе, при взятии Парижа; удостоен наград.
С августа 1813 года — адъютант при прусском генерал-фельдмаршале графе Гебхарде Блюхере. С января 1814 года служил в лейб-гвардии Гусарском полку; был адъютантом начальника Главного штаба Е.И.В. генерал-адъютанта П. М. Волконского. В 1815 году произведён в штабс-ротмистры, 10 декабря 1815 года пожалован во флигель-адъютанты к Е.И.В.. С августа 1817 года — ротмистр. Вышел в отставку по болезни в звании гвардии полковника с мундиром 9 января 1819 года.
Масон, член ложи Великого востока Франции, с 1817 года член петербургской ложи «Трёх светил». Затем член лож в Москве и Саратове.
В течение 9 лет, с 1822 по 1831 год, состоял саратовским губернским предводителем дворянства.
В 1831 году Александр Панчулидзев был назначен пензенским губернатором; 1 января 1832 года был произведён в действительные статские советники. При нём в Пензе было открыто Пензенское общество охотников рысистого бега и Общество сельского хозяйства Юго-Восточной России, первым почётным президентом которого он был. В 1855 году занимался формированием ополчения для участия в Крымской войне. За время своего губернаторства дважды принимал в Пензе царствующих особ: Николая I в 1836 году и цесаревича Александра Николаевича в 1837 году. С 16 апреля 1841 года — тайный советник.
В феврале 1859 года в Пензе началась сенаторская ревизия под руководством сенатора С. В. Сафонова, вызванная статьёй «Дневной грабёж в Пензе», напечатанной в журнале «Колокол» А. И. Герцена, где речь шла о взяточничестве и казнокрадстве губернатора. По итогам ревизии 14 августа А. А. Панчулидзев был смещён со своего поста.
Последние годы жил в Пензе и в селе Рамзай, где и скончался 7 января 1867 года.

### Семья
Отец — Алексей Давидович Панчулидзев (1758—1834), саратовский губернатор (1808—1826); мать — Мария Александровна Гладкова (? — 1799).
Первая жена (с 20 августа 1816 года) — Софья Николаевна Сушкова (08.08.1799—23.06.1848), дочь сенатора Николая Михайловича Сушкова. Родилась в Петербурге, крещена 13 августа 1799 года в Скорбященской церкви при восприемстве барона А. И. Васильева и тетки девицы Екатерины Резановой. В юности была знакома с Пушкиным, который часто бывал в их московском доме (Б. Молчановка, 9). С именем Софьи Сушковой исследователи связывают стихи поэта в «Послании к Юдину» («Подруга возраста златого…»). После замужества жила в основном в Саратове и в Пензе. По словам современника, «красота её наружная была согласна с красотами душевными, отличная мать, она высоко ценилась мужем, все её почитали, и в один голос превозносили её сердце, ум и душу». Дети:
- Екатерина (03.08.1817[7]— ?)
- Мария (24.06.1818[8]— ?)
- Алексей (19.09.1819—1888), саратовский губернский предводитель дворянства (1855—1858), черниговский губернатор (1870—1875);
- Александр (12.04.1823—1890);
- Самуил (20.08.1825—после 1893), женат на Екатерине Николаевне, дочери декабриста Н. А. Васильчикова;
- Михаил (1827—1847).

Вторая жена — Варвара Николаевна Ахлебинина (урожд. Загоскина; 1812—1880), сестра писателя М. Н. Загоскина. Их сын:
- Давыд (18.5.1850 — после 1893).

## Награды
- Орден Святой Анны 3-й степени «За храбрость» — за отличие в арьергардных делах 21 апреля — 7 мая 1813 года
- Орден Святого Владимира 4-й степени с бантом — за арьергардные дела 7-17 августа 1813 года
- Орден Святой Анны 2-й степени,
- Орден Святой Анны 1-й степени,
- Орден Святого Станислава 1-й степени,
- Орден Святого Владимира 2-й степени
- Орден Белого орла,
- Высочайший рескрипт и драгоценная табакерка с портретом Александра II (1856) — к 25-летию «назначения в должность губернатора».

## Воспоминания современников
В историю России Александр Алексеевич Панчулидзев вошёл как «пензенский властитель», взяточник и мздоимец, устроивший «чиновничье управление губернией на свой лад». Сведения о его губернаторстве в Пензе печатались в газете «Колокол», фигурируют в мемуарах Ф. Ф. Вигеля, В. С. Ходнева, Г. И. Мешкова, произведениях Н. С. Лескова, М. Е. Салтыкова-Щедрина, Н. П. Огарёва, Л. М. Жемчужникова, В. А. Инсарского и И. В. Селиванова. Панчулидзев послужил прототипом губернатора в рассказе Лескова «Белый орёл».
Современник Панчулидзева, П. А. Бахметьев, дал Панчулидзеву такую характеристику:

Пензенской губернией управляет губернатор Панчулидзев, которого мало назвать мошенником, но преступник, у которого на душе много злодейств, отрав и разных смертоубийств; который царствует в губернии 25 лет, считаясь примерным губернатором; которому праздновался юбилей двадцатипятилетнего его управления губернией; которому император прислал в подарок табакерку со своим портретом, украшенным бриллиантами; он — тайный советник, украшенный орденом Александра Невского, и не хочет никуда идти с места губернатора.— П. А. Бахметьев (цит. по: Жемчужников Л. М. Мои воспоминания из прошлого. — М., 1927. — Вып. 2. — С. 202.)